# 塩水溜まり

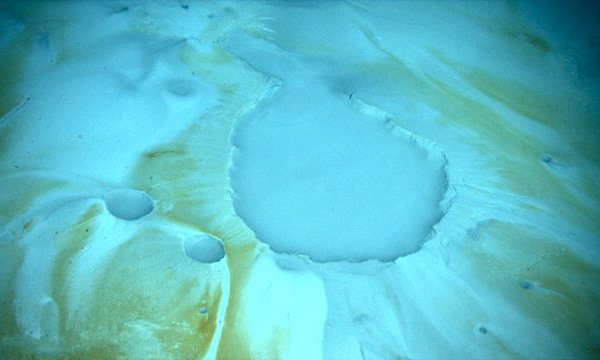
塩水溜まり

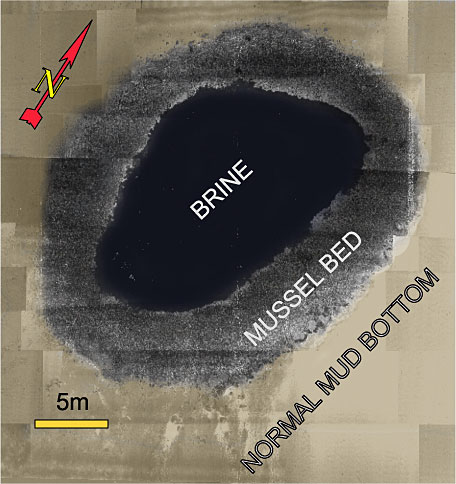
メキシコ湾の塩水溜まり（NOAAより）

塩水溜まり（えんすいたまり、英: brine pool）とは、海底に存在する比較的大きな面積を持つ海底窪地に、塩分濃度が高くなり密度が大きくなった海水（塩水）が溜まった場所のことである。なお、潮の干満によって、干潮時に岩場の磯にできることがある潮溜まりとは別物である。

## 概説
地球の海水は、海全体において均質になっているわけではなく、実際は場所によって含有する（溶存している）成分が異なることがある。海水中の一般的な塩分濃度は 3.1% から 3.8% とされているが、それよりも塩分濃度の高い塩水が海底窪地に溜まった状態になっている場所を塩水溜まりと呼んでいる。塩水溜まりに存在する塩水は、周辺の海水よりも塩分濃度が3〜5倍高い。つまり周囲よりも比重が大きいために、撹拌するような海底流が存在しなければ海底の窪地に溜まり得るのである。
塩分濃度が高くなっている原因として以下の要因が考えられている。
1. 深海の塩水溜まりの場合は、ソールトテクトニクス（英語版）によって集積された塩分が、海水に溶解したことで、塩分濃度が上がっている。この塩水には、しばしばメタンも高濃度に含有されていることがある。塩水溜まりに周辺には、特殊な極限環境生物（化学合成生物）の種が確認されており、このメタンなどが糧となり得ていると考えられている。
2. 海氷（直接海水が凍結した氷）ができる南極海のような寒い場所では、海水が凍結する過程で氷から塩分が追い出される（したがって、海氷は海水が凍ったものであるにもかかわらず、ほとんど塩分を含まない）。この追い出された塩分が原因で、海水よりも塩分濃度の高い塩水ができ、これによって塩水溜まりが形成されることも知られている。

どのような成因であれ、平均的な塩分濃度の海水に棲む海洋生物にとって高濃度の塩水は有害となり、このような場所に生息することができない。塩水溜まりに住む生物が、極限環境生物に分類される所以である。

## 塩水溜まりは『海底の湖』
塩水溜まりは、しばしば「海底の湖」に喩えられる。なぜなら、塩分濃度の高い塩水は、通常の海水よりも密度も高いため、その上にある海水と、そう簡単には混ざらないからである。このような塩水と、その上にある海水との間には、明瞭な境界が見られ、まるで「湖面」と「湖岸線」のような境を海底に形成する。
もし潜水艦で塩水溜まりに潜ろうとすると、塩水が高い密度を持っているため、何らかの工夫をしないと、塩水溜まりの表面に浮かんでしまう。なお、潜水艦が、この塩水溜まりの「湖面」で動くことで、塩水溜まりの塩水とその上にある海水との境界面に波を発生させることが可能であり、それはあたかも「湖岸線」に打ち寄せる波のように、塩水溜まりの縁へと打ち寄せる。

## 塩水溜まりと生物
深海の塩水溜まりは、しばしば冷水湧出帯としての性質を持つ。ここの塩水は、一般的な海洋生物にとっては有害だが、ある種の極限環境生物にとっては、住むのに好都合な環境なのである。深海の塩水溜まりの塩水には、しばしばメタンが高濃度に含有されている。このメタンが漏れ出して、それが微生物によって加工される。そして、その微生物に住みかを与え、自分達は微生物から栄養分を得るという形で共生関係にある二枚貝が、深海の塩水溜まりの縁の部分に住んでいる。つまり、塩水溜まりから漏れ出しているメタンを含んだ塩水が、この生態系を支えているのである。ただし、このメタンは無限に存在するわけではなく、メタンが尽きれば、この生態系は姿を消すこととなる。